# Lorica segmentata

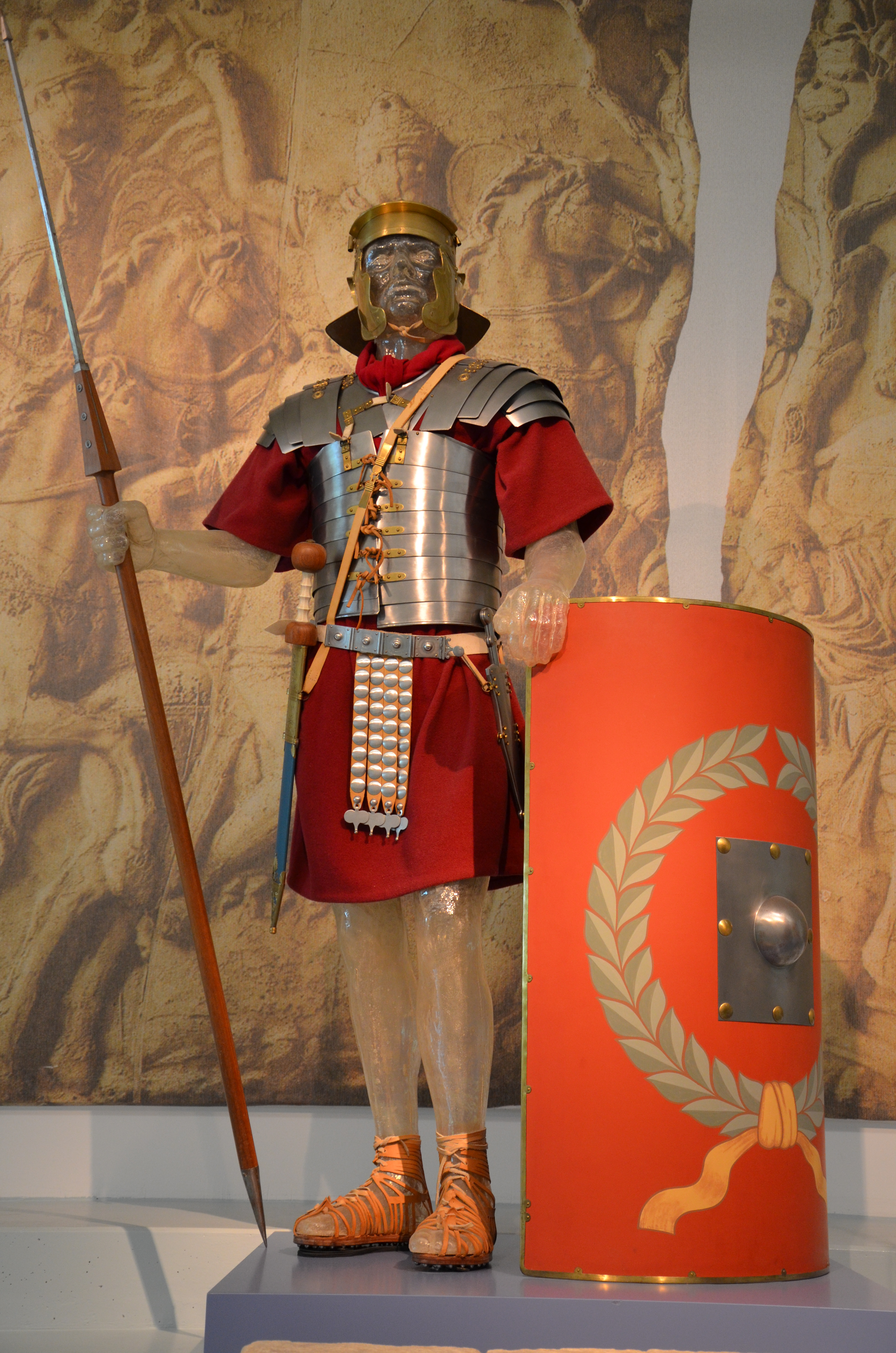
Lorica segmentata (replika)

Lorica segmentata – typ starożytnej rzymskiej zbroi płytowej, złożonej z zespołu folg.

## Charakterystyka
Lorica segmentata była zbroją złożoną z połączonych ze sobą żelaznych pasów kutego metalu (folg). Najstarsze znaleziska zbroi tego typu są datowane na 9 r. p.n.e. Pozostała w użyciu do około połowy III wieku n.e. Pancerz osłaniał klatkę piersiową, plecy i ramiona. Wewnątrz znajdowały się skórzane rzemienie, niektóre części zostały przynitowane, inne połączone zawiasami, zapięciami sztyftowymi, sprzączkami i haczykami. Pod zbroję zakładano tunikę. Uzupełnieniem pancerza był długi pas zwany cingulum militae, owijany wielokrotnie wokół tułowia, wzmacniając go.